# Дебби (циклон)
Циклон Дебби, тропический циклон Дебби — первый в сезоне 2017 года тропический циклон вблизи Австралии, самый сильный циклон в австралийском регионе с 2014—2015 годов — после циклона Куанг. Формирование Урагана Дебби как тропического циклона началось минимум 23 марта, ураган постепенно усиливался, назван тропическим циклоном 26 марта.

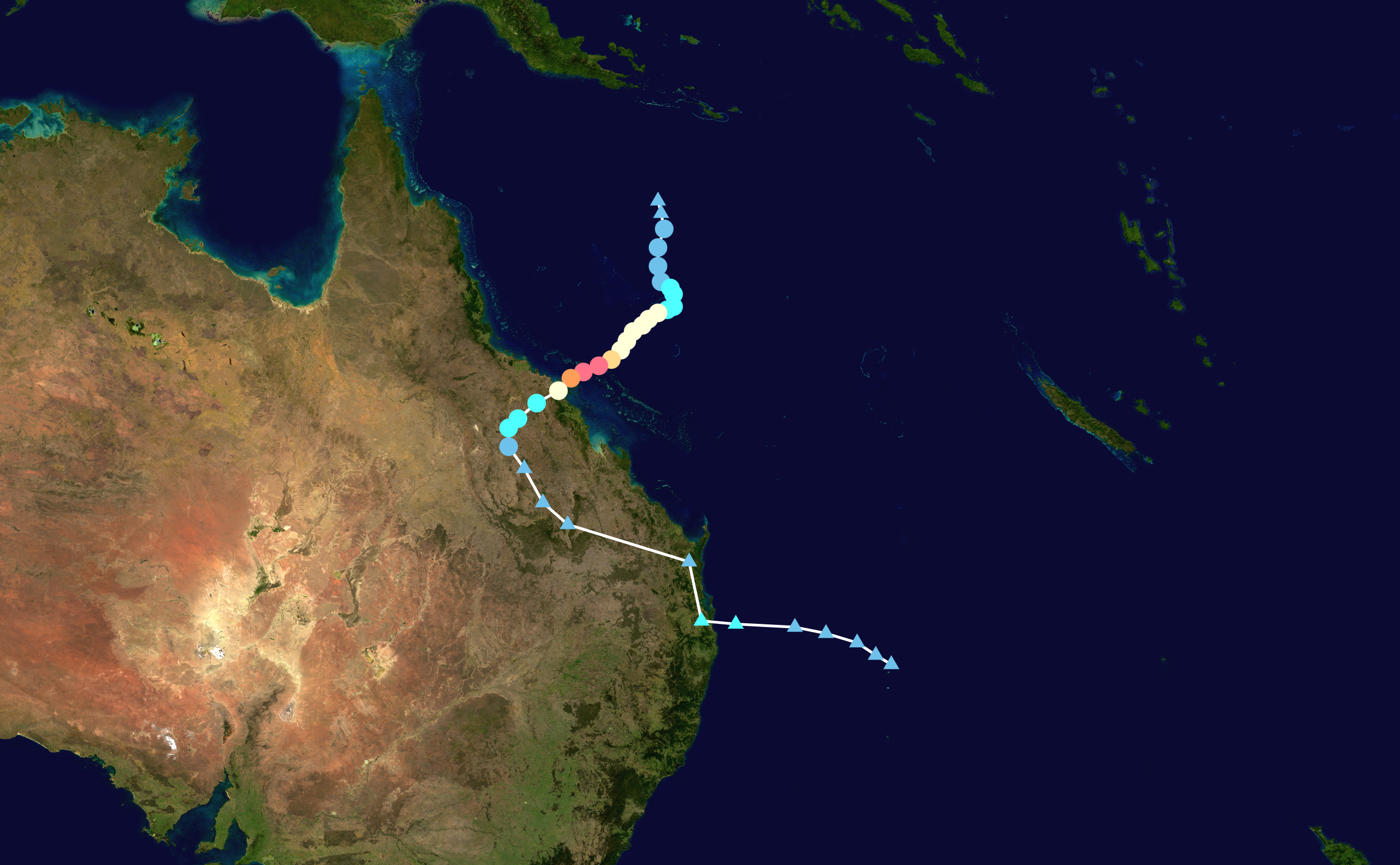
Циклон Дебби: траектория движения

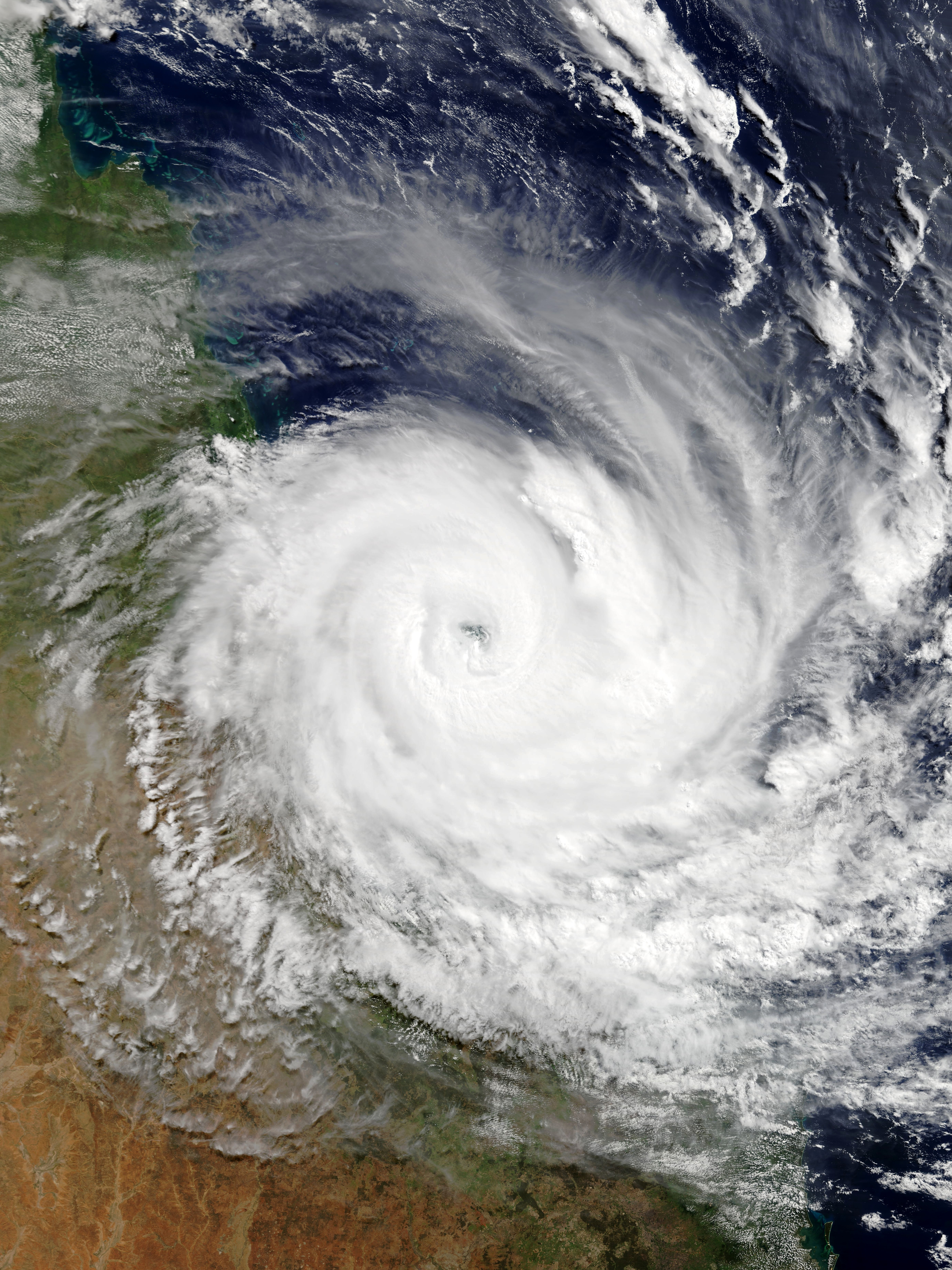
Циклон Дебби (Debbie) 28 марта 2017 г.

Жителям низинных районов Квинсленда и Эрли-Бич было предписано покинуть свои дома. В частности, поздно вечером 27 марта, всего за 12 часов до выхода урагана на сушу, 25000 жителям в низменных районах Квинсленда было приказано эвакуироваться. С 27 марта 102 школы и 81 центр дошкольного образования Квинсленда были закрыты. Все рейсы в ряде аэропортов региона были отменены с 27 марта.
28 марта тропический циклон Дебби активизировался к четвёртой категории и достиг северного побережья Квинсленда. Скорость ветра — достигала более чем 125 километров в час на островах Уитсанди, Эрли-Бич и части Маккай. Ожидается его развитие до пятой категории, ветер вблизи центра составляет до 275 километров в час.